# Округ Бер Лејк (Ајдахо)
Бер Лејк (енгл. Bear Lake County) је округ у америчкој савезној држави Ајдахо.

## Демографија
По попису из 2010. године број становника је 5.986, што је 425 (-6,6%) становника мање 2000. године.
| Група             | 2000.         | 2010.         |
| Белци             | 6.195 (96,6%) | 5.671 (94,7%) |
| Афроамериканци    | 6 (0,1%)      | 6 (0,1%)      |
| Азијати           | 5 (0,1%)      | 22 (0,4%)     |
| Хиспаноамериканци | 154 (2,4%)    | 216 (3,6%)    |
| Укупно            | 6.411         | 5.986         |